# Ad Infinitum (jeu vidéo)
Ad Infinitum est un jeu vidéo survival horror de 2023, développé par Hekate et édité par Nacon. Il se déroule pendant la Première Guerre mondiale et est sorti sur Microsoft Windows, PlayStation 5 et Xbox Series.

## Système de jeu
Les joueurs contrôlent un soldat allemand essayant d'accepter l'horreur de la guerre des tranchées et des atrocités commises durant la Première Guerre mondiale. Le décor du jeu se déplace vers le manoir de sa famille et parfois dans une ville française, représentant son instabilité mentale. Les joueurs doivent résoudre des énigmes et éviter les monstres, dont certains représentent les expériences du soldat durant la guerre. S'échapper des monstres implique d'appuyer sur les touches indiquées. S'ils ne parviennent pas à s'échapper, ils retournent à un point de contrôle. Le jeu se joue à la première personne.

## Développement
Nacon a sorti Ad Infinitum pour Microsoft Windows, PlayStation 5 et Xbox Series X/S le 13 septembre 2023.

## Accueil
Ad Infinitum a reçu des critiques mitigées sur Metacritic. GamingBolt a fait l'éloge de ce qu'ils considéraient comme "un cadre et une prémisse uniques", mais a déclaré que les éléments d'horreur avaient besoin de plus de travail. Push Square a apprécié les parties impliquant la guerre des tranchées, qu'ils ont qualifiées de "uniques et convaincantes", mais ils ont trouvé que les aspects du manoir hanté étaient "une imitation de meilleurs titres".